# Staurogyne kerrii
Staurogyne kerrii är en akantusväxtart som beskrevs av E. Hossain. Staurogyne kerrii ingår i släktet Staurogyne och familjen akantusväxter. Inga underarter finns listade i Catalogue of Life.